# VPS39
VPS39‏ (VPS39, HOPS complex subunit) هوَ بروتين يُشَفر بواسطة جين VPS39 في الإنسان.